# Gran Turismo 5
Gran Turismo 5 (グランツーリスモ5 Guran Tsūrisumo Faibu?, también abreviado como GT5) es la quinta entrega completa de la serie de videojuegos de carreras Gran Turismo producida para la consola Sony PlayStation 3. Gran Turismo 5 es uno de los principales lanzamientos exclusivos de la plataforma. El director de toda la serie es Kazunori Yamauchi. El lanzamiento fue casi simultáneo en Europa, EE. UU. y Japón a finales del año 2010. Inicialmente estaba planeado lanzarse entre el 2 y 5 de noviembre pero fue retrasado hasta el 24 de noviembre de 2010. El juego es compatible con Playstation Move y con la tecnología 3D.
Gran Turismo es en parte responsable de la introducción de automóviles que sólo estaban disponibles en Japón a los Estados Unidos, como el Subaru Impreza WRX, la serie Mitsubishi Lancer Evolution, y la serie Nissan Skyline y bajo la firma de lujo de Nissan, Infiniti, se introdujo el G35. El juego también incrementó la difusión de compañías como Aston Martin, Ruf y Alfa Romeo debido a su gran número de ventas e impacto en la cultura popular.
Los datos de venta de Gran Turismo 5 han sido de 6.370.000 juegos a 31 de diciembre de 2010. La mayor parte de las ventas se han realizado en Europa (4M). EE. UU. (1,5M) y Japón (0,6M) le siguen en el ranking.
En diciembre del 2011 Polyphony Digital anuncia que Gran Turismo 5 lleva vendidas 7.3 millones de copias. Sony anunció el 20 de agosto de 2013 que GT5 ya había llegado los 10.6 millones de copias vendidas a nivel mundial.
Mientras que la saga había llegado a los 70 millones de copias, siendo así la saga número uno de Sony.

## Desarrollo
Aunque el videojuego se anunció con el lanzamiento de PlayStation 3 en 2006, los sucesivos retrasos en el desarrollo han llevado su lanzamiento definitivo hasta finales del 2010.
En noviembre de 2008 desde Polyphony Digital declararon que el juego «saldría antes de lo que muchos imaginaban»; y luego, en diciembre, James Armstrong, un consejero delegado de Sony, afirmó que el juego llegaría al mercado en la Navidad del 2009. De nuevo hubo otro retraso y se fijó la fecha de lanzamiento en Japón para marzo del 2010, pero finalmente tampoco sería así.
En la Gamescom 2010 se concretó la fecha para el 3 de noviembre de 2010 para Europa. Anteriormente, en el E3 2010, se concretó la fecha para el 2 de noviembre de 2010 para Asia y América, pero finalmente se vuelve a retrasar y se decía que la fecha iba a ser anunciada a finales de octubre pero no fue así. Finalmente el lanzamiento mundial fue el 24 de noviembre.

## Novedades
Como se muestra en Gran Turismo 5 Prologue, Gran Turismo 5 es el primer juego de la saga (excluyendo a Gran Turismo para PSP) que incluye coches de la marca Ferrari, incluyendo los modelos usados en los campeonatos de Fórmula 1 de 2007 y 2010. Además de las características del Prologue, también incluye la pista de Top Gear Test Track ofrecida en la demostración del programa de la BBC, y se amplia hasta 1031 coches disponibles. Se ha remodelado y potenciado enormemente las posibilidades en línea. También incluye por primera vez en la saga los karts, los coches NASCAR y un editor de circuitos. Según su director, Kazunori Yamauchi, algunas de estas novedades iban a ser incluidas en Gran Turismo 6 pero finalmente se ha logrado introducirlas en Gran Turismo 5.
Una de las grandes novedades que incorporará la saga es un sistema dinámico meteorológico que incluye lluvia y nieve y control de temperatura, presión y humedad. Además se cuenta con transición entre día y noche. Otra importante novedad es la inclusión de daño visual y mecánico especialmente trabajados en los coches premium. Otra de las novedades es la inclusión de limpiaparabrisas activos, necesarios para las carreras con lluvia, también incluida en nieve.
Además incorporará las licencias NASCAR, World Rally Championship, SuperGT, y distintos vehículos de otras categorías como el Grupo C y el Grupo B de rally, de las Series de Le Mans, DTM, V8 Supercars y Fórmula 1 entre otras.

Para la ocasión, Thrustmaster ha desarrollado un volante oficial para disfrutar del máximo realismo del Gran Turismo 5: El Thrustmaster T500 RS.

## Modos de juego
Al modo tradicional se le dio el nombre de Vida GT. En el modo A-spec se toma el rol de un piloto, completando carreras y varios objetivos. En esta edición adquiere gran protagonismo el modo B-spec introducido ya en Gran Turismo 4; en esta modalidad, se juega el rol del director de equipo de una escudería de hasta seis pilotos, a diferencia del piloto único de la versión precedente. El usuario dirige a estos pilotos, permitiendo controlar los aspectos emotivos, físicos y mentales. Ambos modos están disponibles en la opción en línea.

## Modo en línea
Se ha intentado potenciar al máximo las opciones que ofrece una consola conectada a internet y para ello se ha trabajado a fondo en un sistema de partidas y opciones en línea. Hay la posibilidad de salas privadas en las que habrá hasta 32 participantes como máximo. Serán 16 espectadores y 16 corredores. Las salas privadas o públicas contarán con chat de texto y voz.
Se remarca también mucho el modo espectador, dado el gran nivel gráfico del juego algo que no carece de cierta importancia. Además las características sociales serán explotadas y la posibilidad de agregar amigos en interactuar con ellos, compartir tiempos, coches, competiciones y otras opciones estarán disponibles. Para ello se ha habilitado en el menú un espacio privado propio denominado "Mi Salón" al que solo pueden acceder los amigos de PlayStation Network. En este espacio es posible establecer reglas de competición, crear carreras, seguir carreras en modo espectador y correr en tandas libres antes de que empiece la carrera. Además puedes hacer un seguimiento de los tiempos por vuelta de tus amigos y otras opciones.
También se ha desvelado la posibilidad de acceder desde un navegador convencional de internet a la cuenta de usuario y poder competir en modo B-Spec y seguir la carrera desde ahí, aunque todavía no se ha especificado mucho la potencialidad de esta aplicación.
Aunque tuvo una gran acogida por parte de los usuarios, Sony decidió terminar con la experiencia en línea de GT5 con la tajante decisión del cierre de los servidores en línea el 20 de mayo de 2014, por lo tanto ya no podemos disfrutar de estos servicios.

## Circuitos
Según la información oficial proporcionada por Sony en su página oficial, el juego constará con 20 localizaciones y 70 variantes.
Durante los eventos de promoción se ha hecho hincapié en determinados circuitos que son principal novedad en Gran Turismo 5, como el nuevo circuito urbano en Madrid (Curso del Sol), el circuito de Monza o el circuito urbano de Roma, así como un circuito de rally denominado Toscana. También se ha dado gran importancia a la inclusión de la pista de pruebas de Top Gear en esta entrega.

## Vehículos
En el Tokyo Game Show se ha dicho que el número total de vehículos presentes en el juego será superior a los 1000.
La principal novedad en esta edición del juego con respecto a las entregas anteriores es la existencia de dos categorías de coches: Premium y Standard.
- Coches premium: son coches con alto detalle poligonal y ciertos extras con respecto a los estándar. Son unos 200 y corresponden normalmente con los modelos que han aparecido en el mercado después de la salida de Gran Turismo 4. Poseen luces largas, cortas y la posibilidad de hacer luces. Además los coches premium contarán con vista interna desde la cabina, deformaciones y piezas que se desligan de la carrocería de acuerdo al nivel de daños.
- Coches estándar: son coches de las anteriores entregas de Gran Turismo portados a esta edición, sin tanto detalle y sin vista interna detallada de la cabina. Cuentan con luces estándar. Lo que sí tendrán este tipo de coche será daños visuales y mecánicos, aunque las deformaciones no llegarán al nivel de los premium.

También algunos de los modelos más emblemáticos de anteriores entregas han sido remodelados y convertidos a premium y corre el rumor de que en las próximas actualizaciones podrían llegar nuevos coches premium.

## Características técnicas
A falta de información oficial, la información semioficial que se puede extraer es la siguiente.
El juego tendrá varias resoluciones de funcionamiento.
El juego correrá a 60 imágenes por segundo a excepción de cuando lo haga en 3D, que serán 30fps (son 30 imágenes para cada ojo por segundo).
Las resoluciones nativas serán:
- 1920x1080p (AA x2)
- 1920x1080p 3D (AA x2)
- 1280x720p (AA x4)
- 1280x720p 3D (AA x4)

1280*1080p será reescalado a 1920*1080p.
Como se ha dicho el juego será totalmente compatible con la funcionalidad 3D estereoscópico en los televisores que dispongan de ello.
Aquellos que dispongan del PlayStation Eye para PS3 podrán también disponer de facetracking o seguimiento facial para poder orientar el punto de vista del juego según los movimientos de la cabeza.

## Versiones del juego
Principalmente se pondrán a la venta tres versiones comerciales distintas del juego, aunque no todas estarán disponibles ni serán iguales para todos los países.
- Edición Firmada: Es la edición más exclusiva y también la más cara. Incluye una maqueta escala 1:43 de un coche (en España Mercedes-Benz SLS AMG), un cofre, una billetera con el emblema GT, llave USB con un tráiler de GT5, llavero con el emblema GT, un libro con ilustraciones gráficas, guía apex, 5 coches con estilo cromado y una tarjeta para participar en una competición. Su precio en España ronda los 180€.
- Edición Coleccionista: Edición intermedia un poco más cara que la edición normal que incluye en un libro técnico sobre conducción y otros conceptos y descarga DLC de 5 coches exclusivos con acabado cromado con mejor rendimiento que los originales. Además tiene una carátula especial conmemorativa, 5 postales artísticas y un tema exclusivo para la PS3.
- Edición Estándar: Versión básica tradicional.
- Edición SPEC II (Edición XL): Es la versión más reciente en la cual a diferencia de las otras versiones este incluye instalado la actualización SPEC II así como los DLCs que se venden en PlayStation Store desde los meses de octubre y diciembre de 2011, esta versión está disponible en Japón. En el mercado americano estuvo disponible a partir del 17 de enero de 2012.
- Edición Nissan Academy: Esta versión fue lanzada a comienzos de octubre de 2012 y reúne todas las actualizaciones hasta la fecha. Además, añade el evento Nissan Academy.

Las tres versiones serán iguales en su contenido a excepción de los DLC y los regalos que acompañen al juego. 
También dependiendo del país las versiones puede variar un poco en cuanto al contenido del pack y los regalos.

## Actualizaciones del juego
Hasta la fecha está disponible la versión 2.17.
De la versión 1.01 hasta la 1.09 el juego incluye arreglos de bugs (fallos). (Requiere 3.50 en el software de la PS3).
La versión 2.0 y sus principales características son vistas interiores simples para modelos estándar, nuevo vídeo inicial (hay que descargarlo previa y gratuitamente de GT-TV), nuevo menú de variabilidad del clima, guardado de 3 mapas de ajustes para coches, 11 nuevos coches NASCAR, el Nissan GT-R N24 y nuevos modos de sala en línea entre otros.
Esta actualización requiere firmware 3.70 o superior y aproximadamente 1 GB de espacio libre en el disco duro de la PS3.